# ジャスパー郡 (ジョージア州)

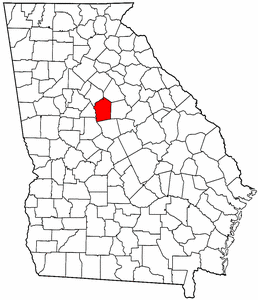

ジャスパー郡（Jasper County）は、アメリカ合衆国ジョージア州にある郡である。人口は1万3640人（2015年推計）。郡庁所在地はw:Monticello, Georgiaである。

## 地理
アメリカ合衆国統計局によると、この郡は総面積968 km2 (374 mi2) である。このうち959 km2 (370 mi2) が陸地で8 km2 (3 mi2) が水地域である。総面積の0.85%が水地域となっている。

## 人口動勢
2000年現在の国勢調査で、この郡は人口11,426人、4,175世帯、及び3,122家族が暮らしている。人口密度は12/km2 (31/mi2) である。5/km2 (13/mi2) の平均的な密度に4,806軒の住宅が建っている。この郡の人種的な構成は白人70.95%、アフリカン・アメリカン27.26%、先住民0.21%、アジア0.16%、太平洋諸島系0.02%、その他の人種0.61%、及び混血0.79%である。ここの人口の2.07%はヒスパニックまたはラテン系である。
この郡内の住民は27.20%が18歳未満の未成年、18歳以上24歳以下が7.90%、25歳以上44歳以下が28.60%、45歳以上64歳以下が24.50%、及び65歳以上が11.80%にわたっている。中央値年齢は36歳である。女性100人ごとに対して男性は96.20人である。18歳以上の女性100人ごとに対して男性は93.00人である。
この郡内の世帯ごとの平均的な収入は39,890米ドルであり、家族ごとの平均的な収入は43,271米ドルである。男性は32,351米ドルに対して女性は21,785米ドルの平均的な収入がある。この郡の一人当たりの収入 (per capita income) は19,249米ドルである。人口の14.20%及び家族の10.90%は貧困線以下である。全人口のうち18歳未満の19.20%及び65歳以上の13.50%は貧困線以下の生活を送っている。

## 都市及び町
- Monticello
- Shady Dale